# Euphyia linusaria
Euphyia linusaria là một loài bướm đêm trong họ Geometridae.